# Thomas Carlyle
Thomas Carlyle [ejtsd: karlájl] (Ecclefechan, Dumfries skót grófság, 1795. december 4. – Chelsea, 1881. február 5.) skót történetíró.

## Életútja
Apja jómódú földbérlő, 14 éves korában az edinburghi egyetemre küldte fiát, ahol az a teológia helyett, amihez semmi vonzalmat nem érzett, mennyiségtani és nyelvészeti tanulmányokkal foglalkozott. Ezek befejeztével mint tanító igen sanyarú viszonyok közt működött előbb Skóciában, azután Londonban, mígnem házassága lehetségessé tette, hogy előbb skóciai kis birtokán, majd 1833-tól Chelsea-ben, London mellett, teljesen az irodalomnak éljen.
1823-tól munkatársa volt az Edinburgh Encyclopedia és az Edinburgh Review lapoknak. Tanulmányokat írt Montesquieu, Montaigne, Nelson, a két Pitt és Goethe Faustjáról. Elsősorban azonban a német irodalom kötötte le, melynek megismertetése Angliában jórészt az ő érdeme. Lefordította Goethe Wilhelm Meister című művét (William Meister's apprenticeship, Edinburgh, 1825, 3 kötet), megírta Schiller életrajzát (Life of Schiller, an examination of his works, London, 1825) és szemelvényeket adott ki Goethe, Fouqué, Tieck, Jean Paul stb. műveiből (German romances. Edinburgh, 1827, 4 kötet). Ezen írásai révén jutott összeköttetésbe és lépett levelezésbe Goethével, akinek mindvégig lelkes tisztelője maradt.
Első nagyobb saját műve: Sartor resartus, or, life and opinions of Herr Teufelsdroeckh (németül Fischertől, 1882) Jean Paul hatása alatt keletkezett és kímélet nélkül ostorozza a kor hibáit; de sokkal nagyobb hatást ért el első nagyobb történelmi műve, a megható közvetlenséggel, eleven és ragyogó stílussal megírt történelme a francia forradalomnak (The French revolution, a history, London, 1837, 3 kötet, magyarra fordította Baráth Ferenc, kiadta az Akadémia). Ez korrajz éppen úgy, mint az 1839-ben megjelent tanulmánya (a Chartismus) a dolgok egyoldalú megítélése és a bizarr forma mellett szellemessége és gondolatainak mélységével tűnik ki. 1837-től 1840-ig Londonban több felolvasást tartott, amelyek közül egy sorozat a hősökről és a hősök tiszteletéről a történelemben (On heroes, heroworship and the heroic in history, London, 1846) nyomtatásban is megjelent. Ez előadások tisztán feltüntetik Carlyle világnézetét és politikai hitvallását. A hősiességnek öt típusát állítja fel, úgy mint a költőt, (Dante és Shakespeare), a papot (Luther és Knox), a prófétát (Mohamed), az írót (Johnson, Rousseau, Burns) és az uralkodót (Cromwell és Napóleon). A legnagyobb nyomatékkal emeli ki a lángész azon jogát, hogy korát új irányba és új kerékvágásba terelje és azt átalakítsa.
1845-ben jelent meg legkiválóbb történelmi műve, a Cromwell levelei és életrajza (Letters and speeches of Oliver Cromwell, London, 1845, 5 kötet). Ebben először mutatta be a sokat ócsárolt puritán hadvezért és államférfiút teljes nagyságában. Kevésbé kiváló, bár a legterjedelmesebb művei közé tartozik a II. Frigyes élete (The history of Friedrich II., called Frederick the Great, London, 1858-65, 6 kötet), melyben már-már túllépi a festői előadás határait. A legjobb angol életrajzok közé tartozik: a The life of John Sterling (London, 1851). Utolsó történelmi műve: a Tanulmányok Norvégia régi történelméről és Knox Jánosról (The early kings of Norway and an essay on the portraits of John Knox, uo., 1875).

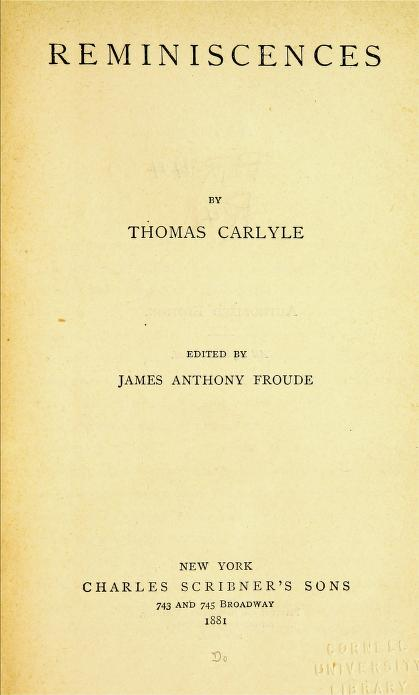
Egykor és most c. műve

Carlyle állandóan foglalkozott a napi kérdésekkel is és bár politikai nézetét illetőleg buzgó konzervatív volt, kereken kimondta véleményét, mit sem törődve a közvéleménnyel avagy divatos jeligékkel. The past and the present (London, 1845) című művében hevesen megtámadta a modern társaság ürességét és hazugságait, s hasonló irányú az 1848. évi forradalom hatása alatt írt műve: Latterday-pamphlets (uo., 1850).
1867-ben megtámadta a parlament demokratikus átalakítására megindított mozgalmat (Shooting Niagara and after?); 1871-ben az angol közvéleménnyel ellentétben Németország mellett szállott síkra Franciaországgal szemben (Letters on the war between Germany and France) és végül a keleti zavargások alatt Oroszország védelmében írt egy röpiratot.
Anélkül, hogy a szó teljes mértékében népszerű lett volna, Carlyle hazájának szellemi fejlődésére mégis rendkívül mély befolyást gyakorolt, s szellemileg magasan álló tisztelőinek száma aggkorának napjaiban mindinkább gyarapodott. 1865-ben Benjamin Disraeli ellenében az edinburghi egyetem rektorává választották; 1875-ben 80. születésnapja alkalmából aranyérmet vertek és az angol tudomány legelső képviselői siettek őt üdvözölni. A kitüntetések elől igénytelen chelsea-i házába zárkózott, ahol később el is hunyt. Földi maradványait – kívánsága szerint – szülővárosába vitték.
Munkáinak összes kiadása 37 kötetben jelent meg Londonban, 1872-74-ben. Nagy feltűnést keltő irodalmi hagyatékát James Anthony Froude-ra bízta, aki azt Reminiscences cím alatt (London, 1881, 2 kötet) adta ki. 1821-től 1826-ig levelezését (Early letters) Norton adta ki (1886, 2. kötet), szintúgy 1826 és 1836 közötti levelezését (Letters (1889, 2. kötet). Goethével folytatott levelezése megjelent angolul és németül (1887). Emerson amerikai költővel váltott levelei is megjelentek (1834-1872, 2 kötet, 1886). Norton Reminiscences of Carlyle cím alatt külön munkában is méltatta Carlyle-t. (1887, 2. kötet).

## Magyarul megjelent művei
- Carlyle Tamás: A franczia forradalom, 1-3.; ford. Baráth Ferenc; Akadémia, Bp., 1875-1878 (A Magyar Tudományos Akadémia Könyvkiadó Vállalata)
- Burns Róbert; ford. Koltai Virgil; Gross, Győr, 1889 (Egyetemes Könyvtár)
- Burns; ford. Lévay József; Franklin, Bp., 1892 (Olcsó Könyvtár)
- Scott Walter; ford. Baráth Ferenc; Franklin, Bp., 1895 (Olcsó Könyvtár)
- Hősökről / Gyémánt-nyakláncz; ford. Végh Arthur, átnézték Baráth Ferenc, Hegedűs István; Akadémia, Bp., 1900 (A Magyar Tudományos Akadémia Könyvkiadó Vállalata. U. F.)
- Munka és hit. Gondolatok; ford. Benedek Marcell; Lampel, Bp., 1910 (Magyar Könyvtár)
- Sartor resartus; ford. Tankó Béla; Franklin, Bp., 1913 (Olcsó Könyvtár)
- A Hős mint Költő – Dante. Shakespeare; ford. Réz Ádám; in: Hagyomány és egyéniség. Az angol esszé klasszikusai; vál. Európa Könyvkiadó munkaközössége, közrem. Ruttkay Kálmán, Ungvári Tamás, utószó Abody Béla, jegyz. Abádi Nagy Zoltán; Európa, Bp., 1967
- Egykor és most; bev. Ralph Waldo Emerson, bev., ford. Katona Gábor, utószó Bárány Attila; Attraktor, Máriabesnyő-Gödöllő, 2010